# 2363 Cebriones
2363 Cebriones eller 1977 TJ3  är en trojansk asteroid i Jupiters lagrangepunkt L5. Den upptäcktes  4 oktober 1977 av Purple Mountain-observatoriet i Nanjing, Kina. Den är uppkallad efter Kebriones i den grekiska mytologin.
Asteroiden har en diameter på ungefär 95 kilometer.